# Dreifaltigkeitskathedrale (Liepāja)

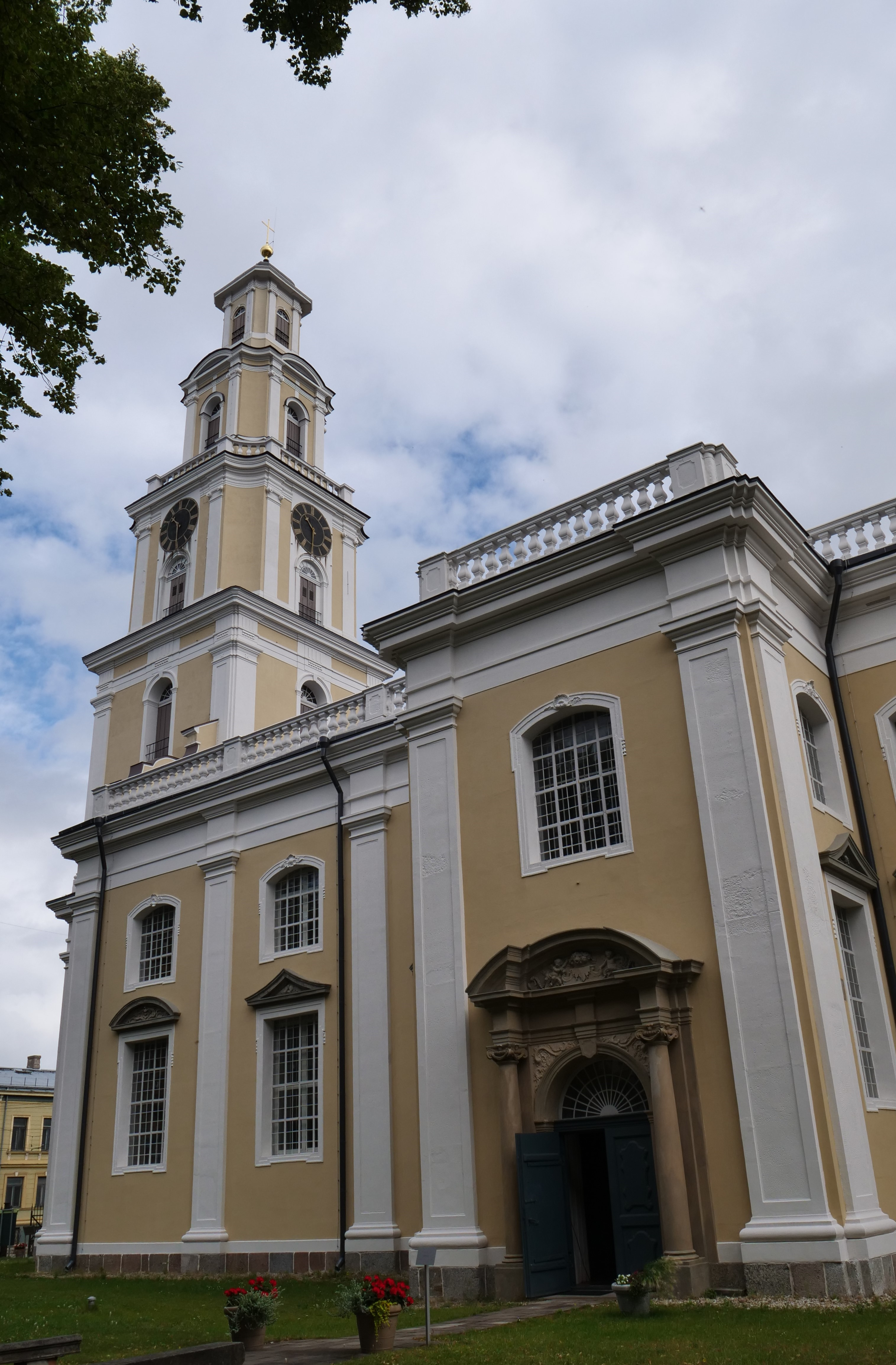
Außenansicht der Dreifaltigkeitskathedrale

Die Dreifaltigkeitskathedrale (lettisch Liepājas Svētās Trīsvienības katedrāle) ist eine evangelisch-lutherische Bischofskirche in der lettischen Stadt Liepāja (deutsch: Libau).

## Entstehung
In Libau bestanden zwei lutherische Gemeinden. Die St.-Anna-Gemeinde umfasste die lettischsprachigen Mitglieder, die Trinitatis/Dreifaltigkeits-Gemeinde die deutschsprachigen. Beide Gemeinden feierten ihre Gottesdienste in der St.-Anna-Kirche.
1742 beschloss der Rat der Stadt den Bau einer Kirche für die deutsche Gemeinde und verpflichtete dazu den Königsberger Baumeister Johann Christoph Dorn, der zwei Entwürfe nach Libau mitbrachte. Die Libauer entschieden sich – ungeachtet der hohen Kosten – für den aufwendigeren der beiden Pläne. Denn die neue Kirche sollte die Dreifaltigkeitskirche in Mitau (heute Jelgava), der anderen großen Stadt in Kurland, übertreffen. Mitau war die Residenzstadt des Herzogtums Kurland und Semgallen und vom konservativen Adel geprägt; Libau hingegen war eine aufblühende Handelsstadt. Ihre im „modernen“ (statt im hergebrachten) Stil zu bauende Kirche sollte nicht zuletzt das Selbstbewusstsein des Libauer Bürgertums ausdrücken

„Liepaja ... wollte die Hauptstadt des Herzogtums übertreffen, indem es der deutschen Gemeinde eine eigene, noch stolzere Kirche errichtete - vor allem deshalb, weil in der Hl. Dreifaltigkeitskirche Jelgava wie auch in der Stadt die Gutsherren alles bestimmten und die Bürger schweigen und gehorchen mussten. In Liepaja war es anders, hier wussten die reichen Hauseigentümer um die Macht zu kämpfen und, als sie sie gewonnen hatten, in ihren Händen zu behalten. Nicht aus übergroßer Gottesfurcht, sondern weil sie sich präsentieren wollten, die Bedeutung der Stadt im feudalen Kurzeme bezeugen, schuf Liepaja diese Bürgerkathedrale, einen pompösen Paradebau, so seltsam fremd und unpassend vor dem Hintergrund hölzerner Lagerhäuser und dem besonnenen Leben der Bürger.“

 Für die neue Kirche kaufte die Gemeinde ein Grundstück an der Großen Straße.

## Baugeschichte
Der Grundsteinlegung erfolgte am 8. März 1742. Das Gebäude wurde aus Feldsteinen und Ziegeln aufgemauert und mit Sandstein verkleidet. Pilaster, Gesimse, Fensterrahmen und die Portale wurden aus gotländischem Sandstein gehauen. Die Portale sind „das Glanzvollste, was in Lettland an Steinmetzarbeiten aus der Zeit der historischen Stile zu finden ist“. 1746 konnte die Kirche überdacht werden, 1747 begann die Einwölbung. Am 5. Dezember 1758 wurde die Kirche geweiht.
Der erste Pastor der Dreifaltigkeitskirche war (bis 1771) Karl Ludwig Tetsch, der durch seine dreibändige Curländische Kirchen-Geschichte (1767–1769) bekannt wurde.
Bei der Renovierung und teilweisen Umgestaltung der Kirche 1865/1866 wurden die einzelnen Patronatslogen abgebaut und durch eine durchgehende Empore ersetzt. Der Turm wurde auf seine heutige Höhe von 55 Metern aufgestockt. 1906 folgte die Installierung der Uhrmechanik.

## Ausstattung

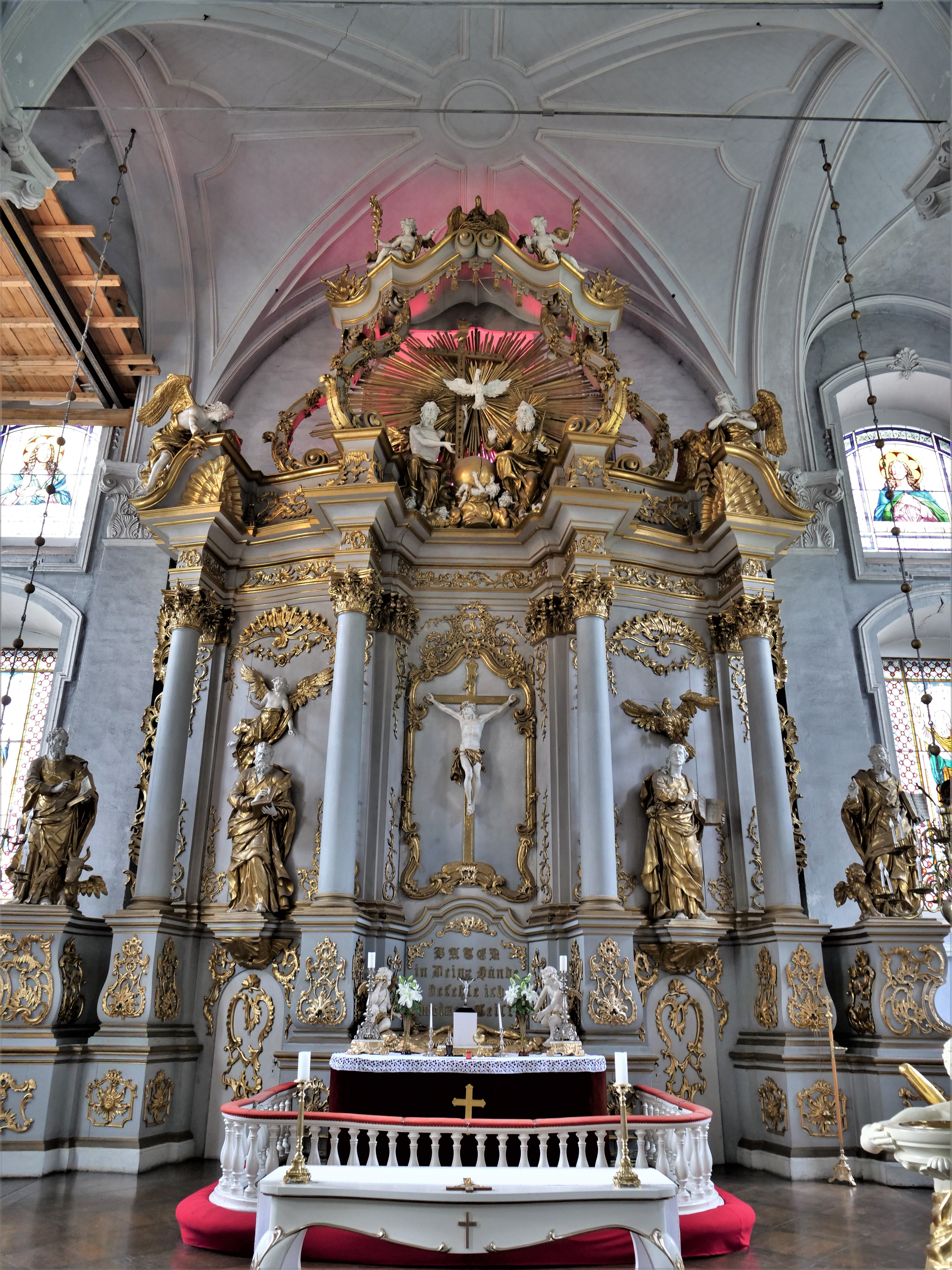
Hochaltar
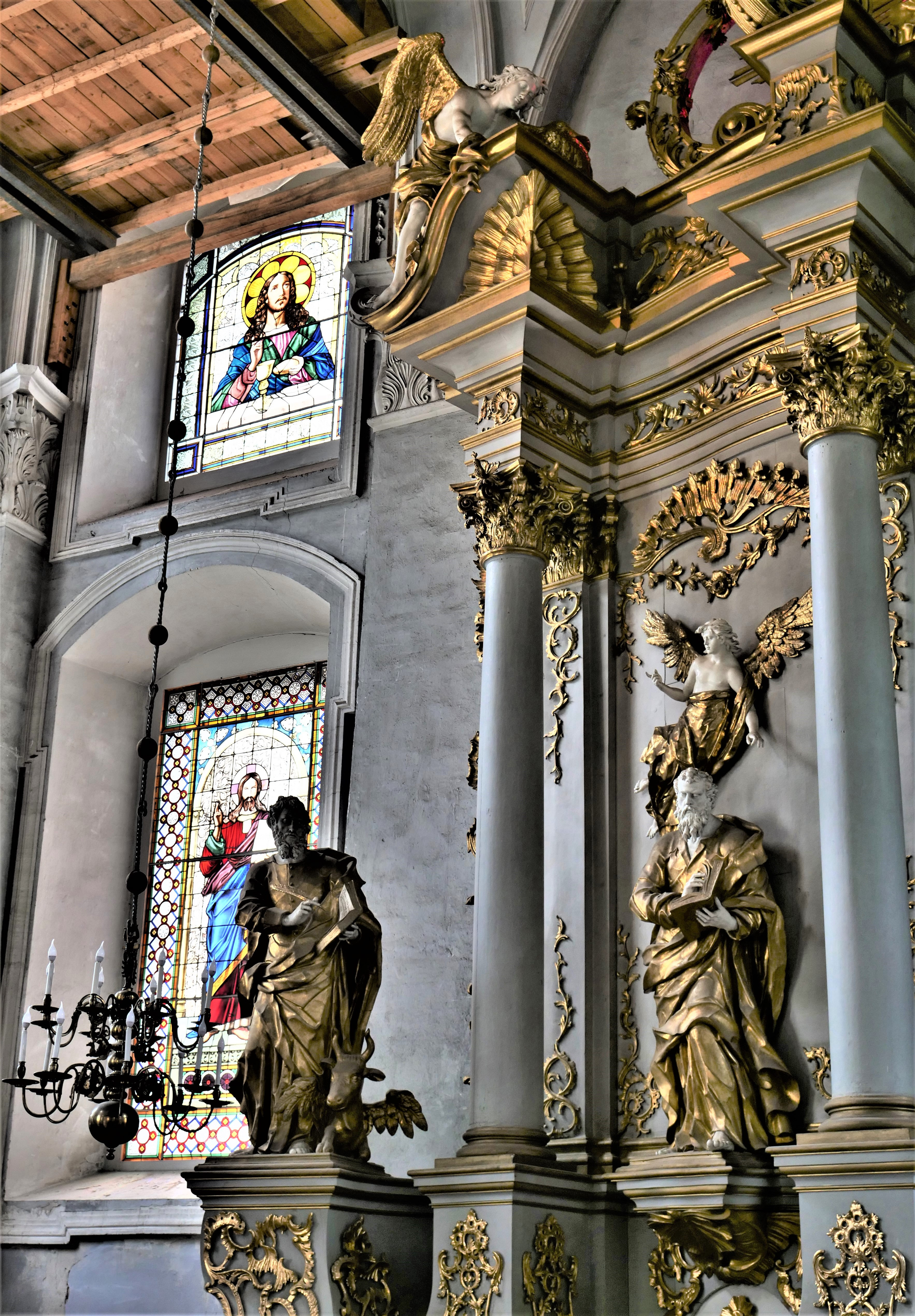
Apostel und Glasfenster
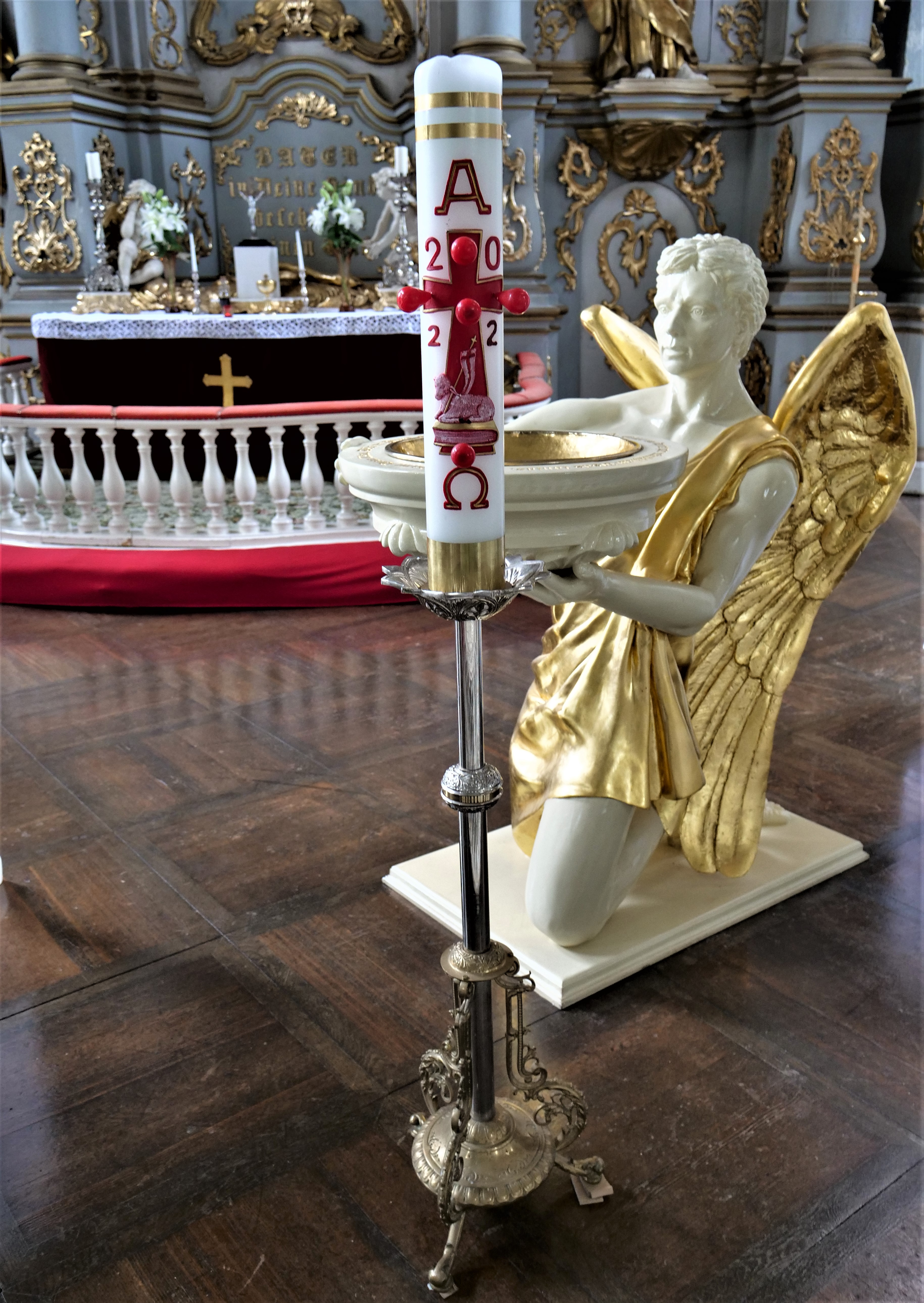
Taufe
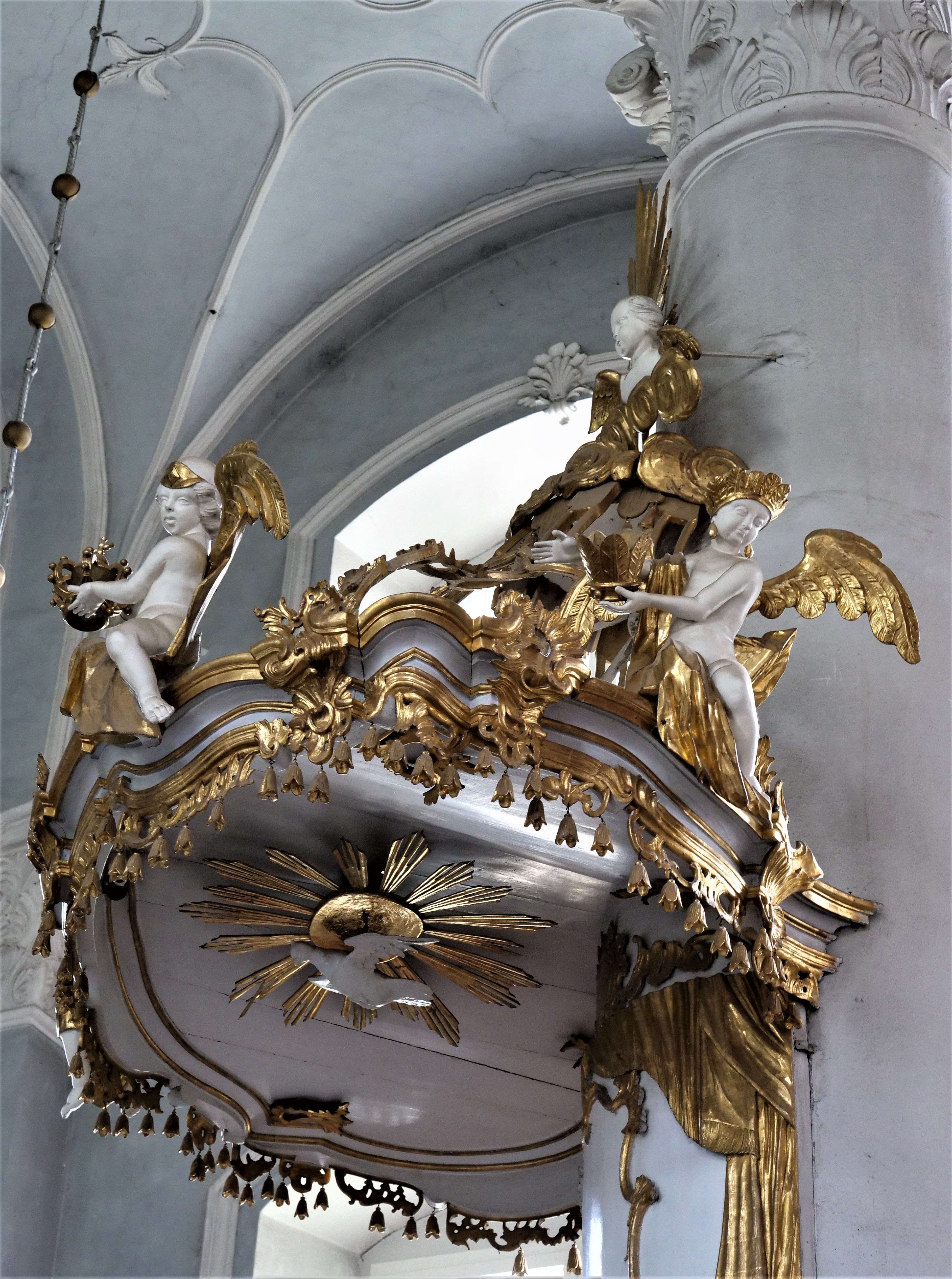
Schalldeckel

### Überblick
Der Innenraum ist vor allem im Stil des Rokoko gestaltet. Daneben finden sich Elemente des frühen Klassizismus, unter anderem an der Orgelempore. Bemerkenswert sind die zahlreichen, gut erhaltenen Goldverzierungen. Die Kirchenbänke sind aufwändig mit Holzschnitzerei verziert.
Der Hauptaltar ist 13 Meter hoch und damit der höchste in Lettland. Das Mittelfeld mit dem Kruzifix wird links und rechts von den monumentalen Skulpturen der vier Evangelisten umgeben. Das Altarretabel ist eine „Enzyklopädie der Rokoko-Ornamentik“.
Weitere Hauptwerke des Rokoko in Lettland sind die Kanzel, der Beichtstuhl und die Orgelempore. Dem Beichtstuhl gegenüber steht die vermutlich nach 1763 gebaute, prächtige Loge der Herzöge von Kurland und Semgallen mit dem kurländischen Wappen und dem Wappen der Familie Biron von Curland.

### Orgel

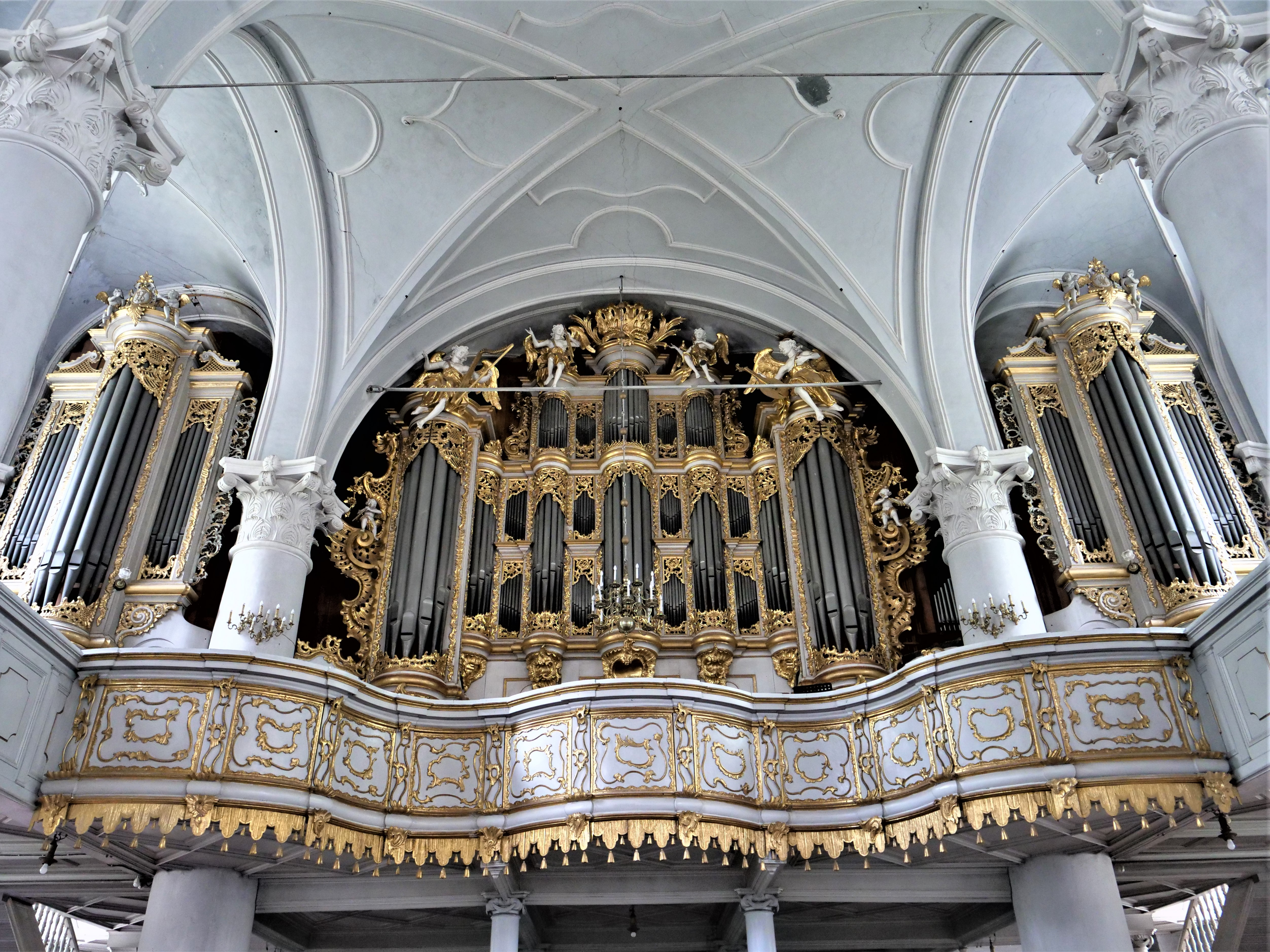
Orgel

Die Orgel der Kathedrale ist die größte Orgel mit mechanischer Traktur weltweit. Sie wurde um 1750 von Johann Heinrich Joachim gebaut, 1774–1779 von Heinrich Andreas Contius teilweise neu- bzw. umgebaut, 1877 von Carl Alexander Herrmann und 1885 von Barnim Grüneberg erweitert. Sie war von 1885 bis 1912 die größte Orgel der Welt.
Die Orgel verfügt über 131 Register auf vier Manualen und Pedal mit 7000 Pfeifen.  Bis heute finden in der Kirche klassische Aufführungen und Konzerte statt. Eine Restaurierung ist nötig (Stand 2015).